# Superzasada
Superzasada – związek chemiczny o wyjątkowo silnym charakterze zasadowym. Z powodu ograniczeń skali pH, która traci sens fizyczny dla wartości powyżej 14, wymaganych do opisu mocy tych związków, stosuje się skalę określoną przez funkcję kwasowości Hammetta. Superzasadami są m.in. metanolan sodu (CH
3ONa) rozpuszczony w metanolu i diizopropyloamidek litu, (iPr)
2NLi.